# Marengo (Marmirolo)
Marengo è una piccola località della Lombardia, frazione del comune di Marmirolo.

## Storia
Si parla già di Marengo nel 1039, quando vi si celebrarono le sontuose nozze tra il marchese Bonifacio di Canossa e Beatrice di Lorena, divenuta poi madre di Matilde di Canossa. La contessa donò poi il feudo ai Benedettini, che attuarono una vasta opera di bonifica dei terreni.

## Monumenti e luoghi d'interesse
Edificio storico è il Palazzo Custoza, di struttura rinascimentale, la cui costruzione fu iniziata nel 1502 per opera del cardinale Sigismondo Gonzaga, preposto dell'abbazia di San Benedetto Po. Nel 1542 divenne proprietà dei Gonzaga di Mantova.
Adiacente al Palazzo è l'Oratorio di San Valentino, del 1718.

## Infrastrutture e trasporti

### Piste ciclabili
- Ciclovia Mantova-Peschiera